# Театр имени Мора Йокаи
Театр имени Мора Йокаи (венг. Békéscsabai Jókai Színház, ранее венг. Békés Megyei Jókai Színház) — театр в центре венгерского города Бекешчаба, открытый в 1879 году; является первым постоянным театром равнины Альфёльд.

## История и описание
Труппа будущего театра начала гастролировать по городам и деревням региона в 1840 году — до постройки современного здания на 600 мест в городе Бекешчаба. Постоянное здание, открытие которого состоялось 8 марта 1879 года, было построено по местного архитектора Эрне Штрака. Однако вскоре зал стал слишком мал и осенью 1912 года, согласно планам архитекторов Фриге Шпигеля и Кароли Энглерта, помещения были модернизированы и расширены — под непосредственным руководством будапештского инженера Йозефа Вагнера (1882—1956). Церемония повторного открытия обновлённого театра состоялась незадолго до начала Первой мировой войны, 8 ноября 1913 года. Новый зал был рассчитан уже на 630 мест и имел отдельные зоны для гардероба и буфета; сцена была модернизирована, а всё здание получило электрическое освещение и газовое отопление.
В межвоенный период театр играл заметную роль в культурной жизни города: в нём проходили концерты, балы, музыкальные вечера и другие мероприятия. Вторая мировая война изменила судьбу здания: после войны в нём открылся кинотеатр «Аполлон», потерявший своё помещение в ходе боевых действий. Спустя два года в здании, нуждавшемся в ремонте, снова открылся театр — но его сцена использовалась для репетиций.
В 1986 году главный режиссёр Пензенского драматического театра Анатолий Иванов ставит«Женитьбу» Н.В. Гоголя на сцене театра в городе Бекешчаба.
В постсоветское время, в 1994 году, была завершена реконструкция театра: сегодня его зал вмещает 420 человек. С 1 января 2012 года театр стал собственность города Бекешчаба, сменив название.